# 乎彌神社
乎彌神社（おみじんじゃ）は滋賀県長浜市余呉町下余呉に鎮座する神社である。

## 祭神
- 巨知人命（おみしるひとのみこと）
- 海津見命
- 梨津臣命（なしとみのみこと）（乃弥神社）

## 神紋
- 左三ッ巴

## 歴史
崇神天皇の時代に創祀されたと伝わる。『延喜式神名帳』近江国伊香郡の小社「乎弥神社」に比定され（式内社論社）、同じく式内小社の「乃弥神社」を合祀している。
明治に氏子域に鎮座していた村草神社、八幡神社、大名持神社、塞神社の4社を境内に遷座した。旧村社。

## 祭事
- 例祭 - 4月8日

## 境内社
- 村草神社
- 八幡神社
- 大名持神社
- 塞神社